# Magyar ifjúság (röpirat)
A Magyar ifjúság a Magyar Népi Szövetség ifjúságának 1947. március 15-e alkalmából megjelent röpirata. Kezdeményezői egy leendő romániai magyar ifjúsági folyóirat kialakításának reményével indították útjára, s olyan időszaki kiadvány első hajtásának tekintették, mely a román és magyar fiatalok nyílt és őszinte közeledésének és kölcsönös megbecsülésének hirdetésével, a népi kollégiumok népszerűsítésével, a hagyományok és az új társadalmi eszmék összhangjának tudatosításával segíti az érlelődő nemzedék céljainak és hivatásának körvonalozását, hozzájárul a lelkiekben végzett háborús pusztítások és torzítások gyógyításához és elősegíti az új életbe való beilleszkedést.
Ugyanezek a célkitűzések olvashatók ki a júliusban megjelent Petőfivel c. második röpiratból is, nemkülönben a novemberben nyomdafestéket látott Szabad ifjúság c. harmadikból, bár ebben már hangsúly esik az egypártrendszerre való átmenet előkészítésére. A röpiratként való megjelenést és a változó címeket az indokolja, hogy a kiadványnak nem volt hivatalos lapengedélye.
Összesen három röpirat jelent meg 1947 március, július és november hónapokban. A röpiratokat Kóthay Miklós, Páll Árpád és Sütő András szerkesztette, az elsőn felelős szerkesztőként Lőrincz László neve szerepel. A második röpiraton negyedik szerkesztőként Sin Pál (Bodor Pál) van feltüntetve, a harmadikon már ez olvasható: "Szerkesztésért felel a Romániai Magyar Népi Szövetség Központi Ifjúsági Bizottsága."